# Sammys Abenteuer – Die Suche nach der geheimen Passage
Sammys Abenteuer – Die Suche nach der geheimen Passage (Originaltitel: Sammy’s avonturen: De geheime doorgang) ist ein belgisch-französisch Computeranimationsfilm von Ben Stassen aus dem Jahr 2010.
In der Originalfassung sind unter anderem Melanie Griffith, Anthony Anderson, Isabelle Fuhrman und Yuri Lowenthal zu hören. Für die deutsche Synchronfassung konnten unter anderem Lena Meyer-Landrut, Matthias Schweighöfer, Axel Stein, Thomas Fritsch und Achim Reichel gewonnen werden.
Nach der Deutschlandpremiere in Berlin in Anwesenheit von Lena, Axel Stein und Regisseur Ben Stassen am 17. Oktober 2010 kam der Film am 28. Oktober 2010 in einer Normalfassung und einer 3D-Fassung in die deutschen Kinos.

## Handlung
Der Film beginnt in der Gegenwart, wo die Schildkrötenfreunde Sammy und Ray freudig darauf warten, Großväter zu werden. Währenddessen erzählt der alte Sammy, eine Grüne Meeresschildkröte, von seiner Geburt, die 50 Jahre zuvor am selben Strand stattfand. Nachdem es Sammy mit Mühe geschafft hat, aus dem Ei zu schlüpfen, wird er von einer Seemöwe geschnappt. Sammy gelingt es, der Möwe Sand in die Augen zu spucken, worauf sie die Augen zukneift und ihn loslässt. In der Luft stößt die Seemöwe mit einer anderen zusammen, die ihrerseits das Schildkrötenmädchen Shelly im Schnabel trägt. Nach dem Zusammenstoß der Möwen fallen Sammy und Shelly in die Tiefe. Während Shelly auf den weichen Strand fällt und mit den anderen Schildkröten das Meer erreicht, bleibt Sammy auf dem harten Treibholz liegen, wo er vor Erschöpfung einschläft. Als er wieder aufwacht, treibt er im offenen Meer. Hier freundet er sich mit der Lederschildkröte Ray an.
10 Jahre wandern die beiden durch den Pazifischen Ozean, wo sie zum ersten Mal auf Menschen treffen. Während einer Begegnung mit dem Großen Blauen Kraken Slim bekommen sie mit, wie ein Öltanker ihr Gewässer verseucht. Einige Zeit später geraten Ray und Sammy in die Schleppnetze von Fischereitrawlern. Sie werden getrennt, und der stark geschwächte Sammy wird ins Meer zurückgeworfen. Von einem freundlichen Delfin wird er an die Küste Kaliforniens gebracht, wo er von Snow, einer Hippie-Frau, aufgepäppelt und zusammen mit der Schildkröte Vera und dem Kater Fluffy als Haustier gehalten wird. Als die Hippies bemerken, dass Sammy und Vera sich nicht paaren wollen, lassen sie Vera frei.
Am Weihnachtsabend bekommt Sammy von den Hippies ein Friedenszeichen auf dem Panzer gemalt. Snow liest aus Jules Vernes Reise um die Erde in 80 Tagen vor und dabei bekommt Sammy mit, dass man durch eine geheime Passage um die Welt reisen kann. Während einer Razzia durch die Polizei muss die Hippiekommune fliehen und lässt Sammy zurück. Sammy entscheidet sich, ins Meer zurückzukehren. In der Meeresströmung verheddert sich Sammy mit dem Kopf in einer Plastiktüte und droht zu ersticken. Er wird aber von Vera gerettet, und beide schwimmen zu einem Algenwald. Plötzlich bemerken sie, wie ein junges Schildkrötenmädchen von einem Weißen Hai angegriffen wird und retten ihm das Leben. Dabei bemerkt Sammy, dass es sich bei dem Schildkrötenmädchen um Shelly, seine Jugendliebe, handelt.
Gemeinsam beschließen sie die geheime Passage zu suchen. Sie erreichen den Panamakanal, den Sammy für die geheime Passage hält. Nach bestandenen Abenteuern mit einer Riesenschlange, einem Krokodil, Piranhas und einem Greifvogel finden sie die Zone, wo die Schiffe durch den Kanal fahren. Shelly wird jedoch durch den Sog einer Schiffsschraube wieder von Sammy getrennt und ins Meer getrieben. Verzweifelt schwimmt Sammy ohne Shelly weiter. Einige Zeit später trifft er auf das ältere Schildkrötenpaar Günther und Angelika, das ihm erzählt, dass es Shelly getroffen habe. Sammy schöpft neue Hoffnung und beschließt, weiter nach Shelly zu suchen.
Auf seiner Reise in Richtung Süden findet Sammy einen Kühlschrank, der von einem Frachter entsorgt wurde, und benutzt ihn als Fortbewegungsgelegenheit. Nach einer Weile trifft er auf eine Seemöwe, die ihm erzählt, dass sie Shelly auf dem Weg zum Eismeer gesehen hat, und anschließend auf einen Buckelwal, der von Walfängern verfolgt wird. Sammy und der Wal entkommen knapp der Harpune, die in den Kühlschrank einschlägt und ihn zerstört. Sammy wird von Walfanggegnern aus dem eiskalten Wasser gerettet und auf ihr Boot gebracht, wo er ganz kurz Shelly sieht.
Sammy und Shelly landen in einem Tierheim, wo sie aufgepäppelt werden. Während Shelly nach kurzer Zeit wieder ins Meer entlassen wird, trifft Sammy Snow und Fluffy wieder. Nachdem auch Sammy wieder freigelassen ist, begegnet er zwei Schildkrötenmädchen, die ihn um Hilfe bitten. Sie schwimmen zu einem alten Seefrachtcontainer, der auf einem Abhang steht und abzustürzen droht. In diesem Container ist Sammys Freund Ray gefangen. Sammy gelingt es, die hinteren Türen zu öffnen und, kurz vor dem Absturz des Containers, Ray zu befreien. Anschließend schwimmen sie zum Wrack einer spanischen Galeere, wo Rays Freundin Rita lebt. Als Sammy Rita nach Shelly befragt, gibt sie ihm den Rat, in der Galeere nach ihr zu suchen. Hier muss er aber mit ansehen, wie Shelly mit dem Schildkrötenmännchen Robbie flirtet. Sammy erzählt Rita und Ray von seiner enttäuschenden Begegnung, die ihm daraufhin erklären, dass Robbie ein Playboy ist und bereits eine Freundin hat. Zusammen mit Ray und Albert, einem Hai, der seine Zähne verloren hat, täuschen sie einen Angriff auf Shelly vor. Sammy kann Shelly erneut retten und gewinnt endgültig ihr Herz. Wenig später findet die Hochzeit statt. In der Schlussszene hilft Sammy seinem Enkel, aus dem Eiablageloch zu kommen.

## Synchronisation
Die deutsche Synchronfassung entstand im Juni 2010 in den Studios der Berliner Synchron in Lankwitz, für die Dialogregie war Martin Schmitz verantwortlich.
| Rolle                  | Originalsprecher                       | Deutsche Synchronisation |
| ---------------------- | -------------------------------------- | ------------------------ |
| Sammy                  | Yuri Lowenthal / Billy Unger           | Matthias Schweighöfer    |
| Ray                    | Anthony Anderson / Carlos McCullers II | Axel Stein               |
| Shelly                 | Jenny McCarthy / Isabelle Fuhrman      | Lena Meyer-Landrut       |
| Fluffy                 | Tim Curry                              | Stefan Fredrich          |
| Erzähler / Sammy (alt) | Stacy Keach                            | Thomas Fritsch           |
| Snow                   | Melanie Griffith                       | Nana Spier               |
| Vera                   | Kathy Griffin                          | Ghadah Al-Akel           |
| Slim                   | Charlie Adler                          | Achim Reichel            |
| Möwe                   | Cam Clarke                             | Michael Pan              |
| Rita                   | Roxanne Reese                          | Vera Teltz               |
| Günther                | Alan Sherman                           | Axel Lutter              |
| Angelika               | Pat Carroll                            | Ulrike Möckel            |
| Robbie                 | Darren Capozzi                         | Tommy Morgenstern        |
| Jacko                  | Scott Menville                         | Ozan Ünal                |
| Ollie                  | Yuri Lowenthal                         | Tim Sander               |
| Seelöwe                | S. Scott Bullock                       | Stefan Gossler           |
| Greenpeace-Mitarbeiter | Ed Begley junior                       |                          |
| Wal                    | Gigi Perreau                           |                          |

## Soundtrack und Hörspiel
Neben dem Score von Ramin Djawadi sind unter anderem Touch a New Day von Lena, Ain’t No Sunshine von Michael Jackson und California Dreamin’  von The Mamas and the Papas zu hören. Darüber hinaus befinden sich auf dem Soundtrack Lieder von Mika („Love Today“), Donavon Frankenreiter („Free“), Dry Spells („Happy People“), Mishon („Love will find a way“), Fibes, Oh Fibes! („Love Child“), Self („You’re not alone“) und VV Brown („Shark in the Water“). Am 29. Oktober 2010 erschien eine Hörspielfassung auf CD und MC mit den deutschen Synchronsprechern des Films und Thomas Karallus als Erzähler.

## Kritik
„Dem Belgier Ben Stassen gelingt mit Sammys Abenteuer ein zwar extrem kitschiger, aber visuell mitreißender Animationsfilm, der als einer der ersten Filme überhaupt die 3D-Technik wirklich eindrucksvoll ausnutzt. […] Angesichts der überragenden Bilder lässt sich auch verschmerzen, dass die Handlung von Sammys Abenteuer nicht die originellste ist, sie zudem bisweilen mit einer etwas unsubtilen Öko-Botschaft durchsetzt ist.“

„Ohne 3-D geht nichts mehr. Mittlerweile versucht fast jeder computeranimierte Trickfilm, den Zuschauer mit räumlichen Bildern zu überwältigen. […] Die 3-D-Effekte sind so extrem, dass der Zuschauer nach knapp 90 Minuten benommen aus dem Kino wankt. […] So bietet ‘Sammys Abenteuer’ zwar eine Reihe origineller Episoden und Figuren, die Geschichte selbst funktioniert aber nur bedingt.“

## Sonstiges
Eine etwa 15-minütige Kurzfassung des Films in „4D“ wurde in Deutschland im Hansa-Park und im Europa-Park gezeigt. In den Niederlanden lief dieser Kurzfilm im Attractiepark Slagharen. In der Freizeitpark-Version des Films sind andere Synchronsprecher zu hören als in der langen Kinofassung. Am 8. März 2011 erschien Sammys Abenteuer auf DVD und am 7. April 2011 auf Blu-ray Disc.

## Fortsetzung
2012 wurde eine Fortsetzung von Sammys Abenteuer gedreht, bei der Detlev Buck, Axel Stein, Boss Burns, Hoss Power, Der Graf und Paul Panzer in der deutschen Synchronisation die Hauptrollen sprechen. Kinostart in Deutschland war der 20. Dezember 2012 unter dem Titel Sammys Abenteuer 2.

## Auszeichnungen und Nominierungen
2010 wurde Sammys Abenteuer in der Kategorie Bester Animationsfilm für den Europäischen Filmpreis nominiert. Daneben erhielt Ben Stassen im Februar 2011 die Trophée du film européen beim belgischen Filmfestival in Aubel.
Von der Deutschen Film- und Medienbewertung (FBW) erhielt der Film das Prädikat Besonders Wertvoll.